# Steve Kloves
Steven Kloves (Austin, Texas, 18 de Março de 1960) é um roteirista norte-americano.

## Carreira
- Racing with the Moon (1984)
- The Fabulous Baker Boys (1989)
- Flesh and Bone (1993)
- Wonder Boys (2000)
- Harry Potter and the Philosopher's Stone (2001)
- Harry Potter and the Chamber of Secrets (2002)
- Harry Potter and the Prisoner of Azkaban (2004)
- Harry Potter and the Goblet of Fire (2005)
- The Curious Incident of the Dog in the Night-Time (2007)
- Harry Potter and the Half-Blood Prince (2009)
- Harry Potter and the Deathly Hallows: Part I (2010)
- Harry Potter and the Deathly Hallows: Part II (2011)
- The Amazing Spider-Man (2012)
- Fantastics Beasts and Where to Find Them (2016)